# Chamaecrista auricoma
Chamaecrista auricoma là một loài thực vật có hoa trong họ Đậu. Loài này được (Benth.) V.Singh miêu tả khoa học đầu tiên.